# Breviraja spinosa
Breviraja spinosa är en rockeart som beskrevs av Bigelow och Schroeder 1950. Breviraja spinosa ingår i släktet Breviraja och familjen egentliga rockor. IUCN kategoriserar arten globalt som otillräckligt studerad. Inga underarter finns listade.